# أولاد بن مهدي (المعاليم)
أولاد بن مهدي هو دُوَّار يقع بجماعة أولاد عيسى، إقليم الجديدة، جهة الدار البيضاء سطات في المملكة المغربية. ينتمي الدوّار لمشيخة المعاليم التي تضم 27 دوار. يقدر عدد سكانه بـ 271 نسمة حسب الإحصاء الرسمي للسكان والسكنى لسنة 2004.

## روابط خارجية
- البوابة الوطنية للجماعات الترابية
- المندوبية السامية للتخطيط